# Šikmý kostel 2: románová kronika ztraceného města: léta 1921–1945

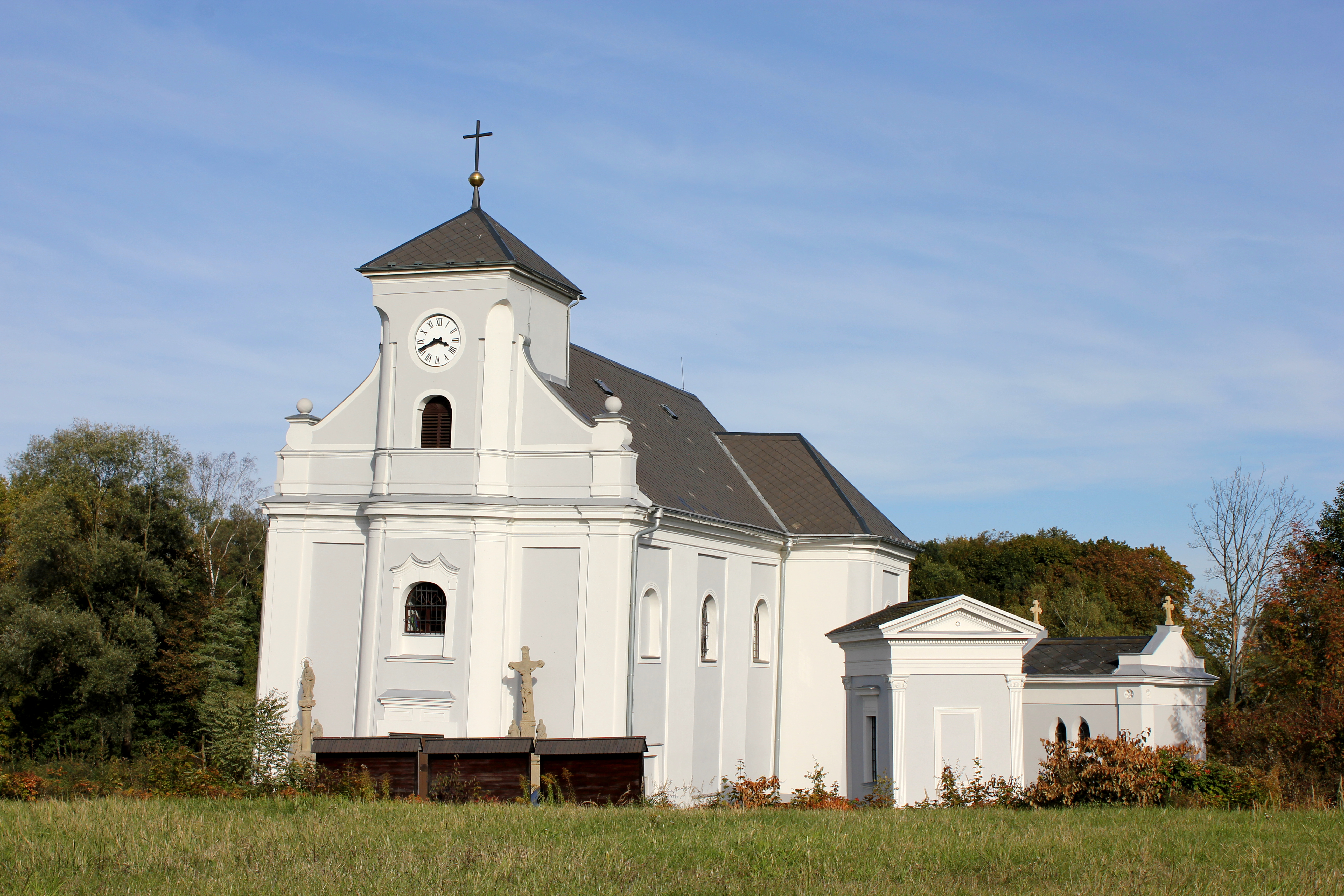
Kostel svatého Petra z Alkantary

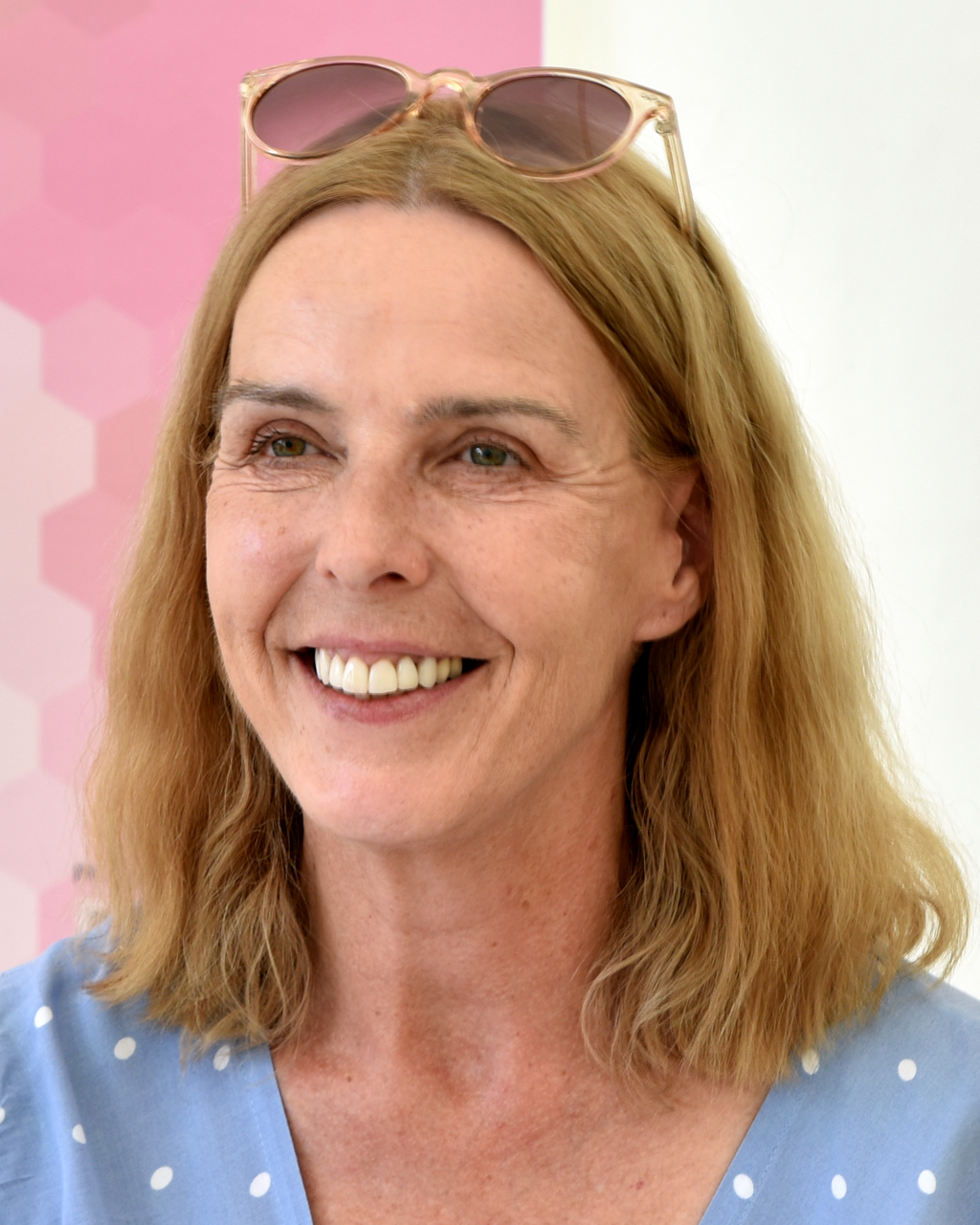
Karin Lednická

Šikmý kostel 2: románová kronika ztraceného města: léta 1921–1945 je historický román české spisovatelky a nakladatelky Karin Lednické vydaný v roce 2021. Je to druhý díl třídílného cyklu, kterému předcházel Šikmý kostel: románová kronika ztraceného města: léta 1894–1921 a na který navazuje Šikmý kostel 3: Románová kronika ztraceného města: léta 1945–1961.
Román popisuje osudy několika polských rodin z hornického města Karviná a blízkého okolí na pozadí dějinných události mezi lety 1921–1945, jako je velká hospodářská krize, polská invaze do Těšínska v roce 1938, druhá světová válka nebo osvobození Rudou armádou. Autorka před sepsáním knihy provedla rozsáhlé rešerše a některé části románu vycházejí z událostí, které se v karvinském regionu skutečně staly. Název románu je odvozen od kostela svatého Petra z Alkantary, kterému se někdy říká Šikmý kostel. Tento kostel býval jedním z hlavních kostelů v Karviné, přičemž se zachoval i poté, co celé město Karviná v 60. letech 20. století zaniklo v důsledku těžby uhlí. Kvůli poklesu půdy došlo k jeho zešikmení.
Román byl obecně přijat velmi pozitivně a stejně jako první díl cyklu se stal bestsellerem a byl oceňován byl především pro svou autenticitu a dramatický styl, ale i pro to, že díky němu došlo ke zvýšení zájmu o region Karvinska.
Román byl vydán také v audioverzi na 3 discích CD. Audioverzi vydal Radioservis.